# Železniční trať Milotice nad Opavou – Vrbno pod Pradědem
Železniční trať Milotice nad Opavou – Vrbno pod Pradědem (v jízdním řádu pro cestující označená číslem 313) je jednokolejná regionální trať. Trať vede z Milotic nad Opavou do Vrbna pod Pradědem podél řeky Opavy a jejím provozovatelem je společnost PKP Cargo International. Provoz na trati byl zahájen v roce 1880. Trať byla několikrát vážně poškozena povodněmi, včetně let 1997 a 2024. Dirigující stanicí, ze které je řízen provoz na této trati, je od 1. prosince 2022 Karviná-Doly (do tohoto data byla trať dirigována z Doubravy).

## Povodně

### 1997
V roce 1997 se nikdo neměl k obnově tratě, do obnovy se tedy pustila společnost OKD, Doprava (pozdější PKP Cargo International) v zájmu obnovy vlakové dopravy ke dřevozpracujícímu průmyslu. Firma se po obnově stala i novým provozovatelem tratě.

### 2024
Stejně tak jako v roce 1997 zasáhly i v roce 2024 tuto trať ničivé povodně. V některých místech tratě zmizel celý železniční spodek. Správa železnic počítá s obnovou provozu v průběhu roku 2025. V květnu 2025 bylo oznámeno, že provoz bude obnoven od 15. června 2025.

## Provoz osobní dopravy
Celá trať je zařazena do integrovaného dopravního systému ODIS a to jako linka S17. Spoje osobní dopravy zajišťuje společnost GW Train Regio. Od 15. prosince 2019 platí na trati ve vlacích GW Train Regio výhradně tarif ODIS.

## Navazující tratě

### Milotice nad Opavou
- Železniční trať Olomouc–Opava

## Stanice a zastávky

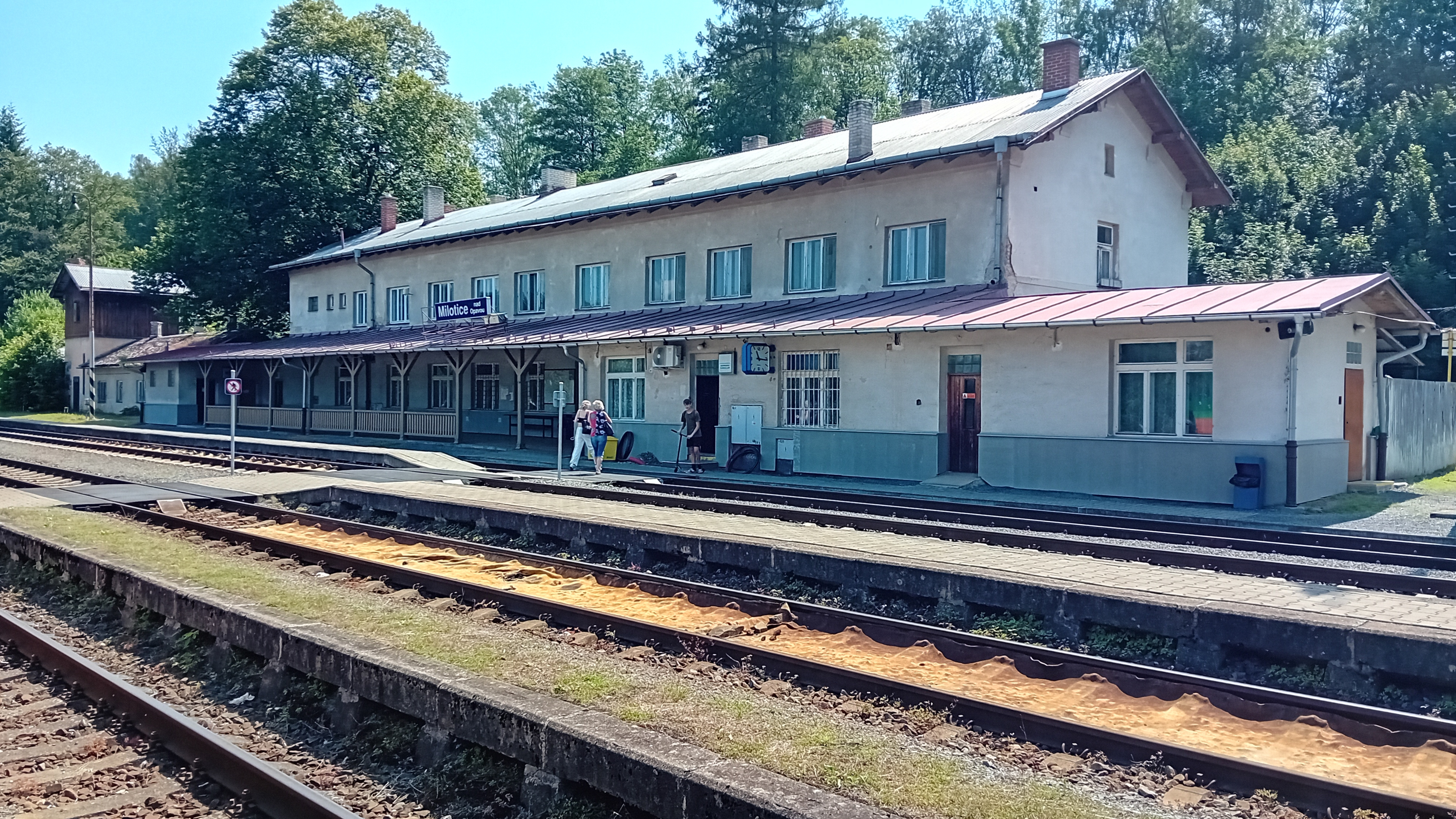
Milotice nad Opavou
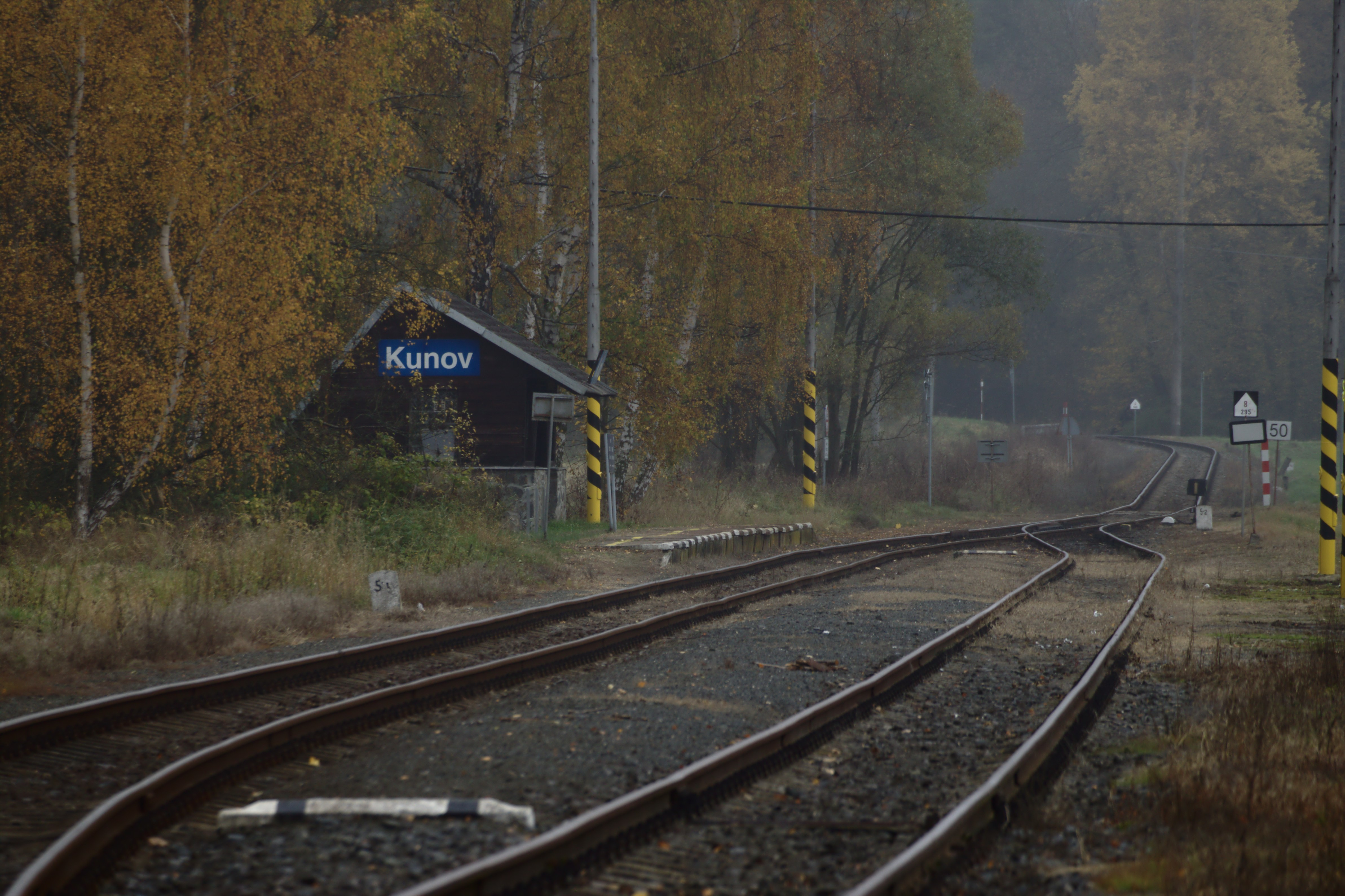
Kunov
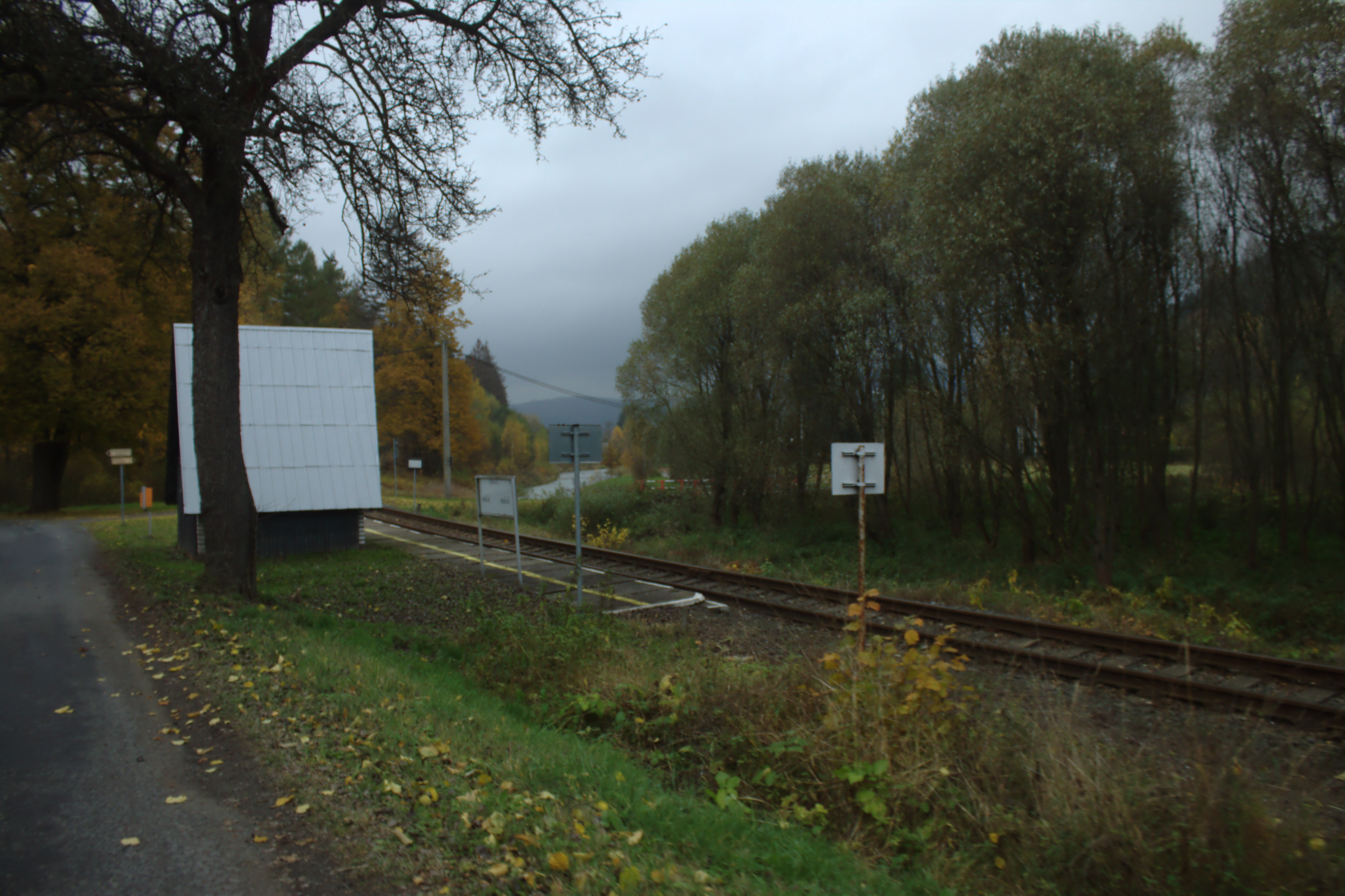
Skrbovice
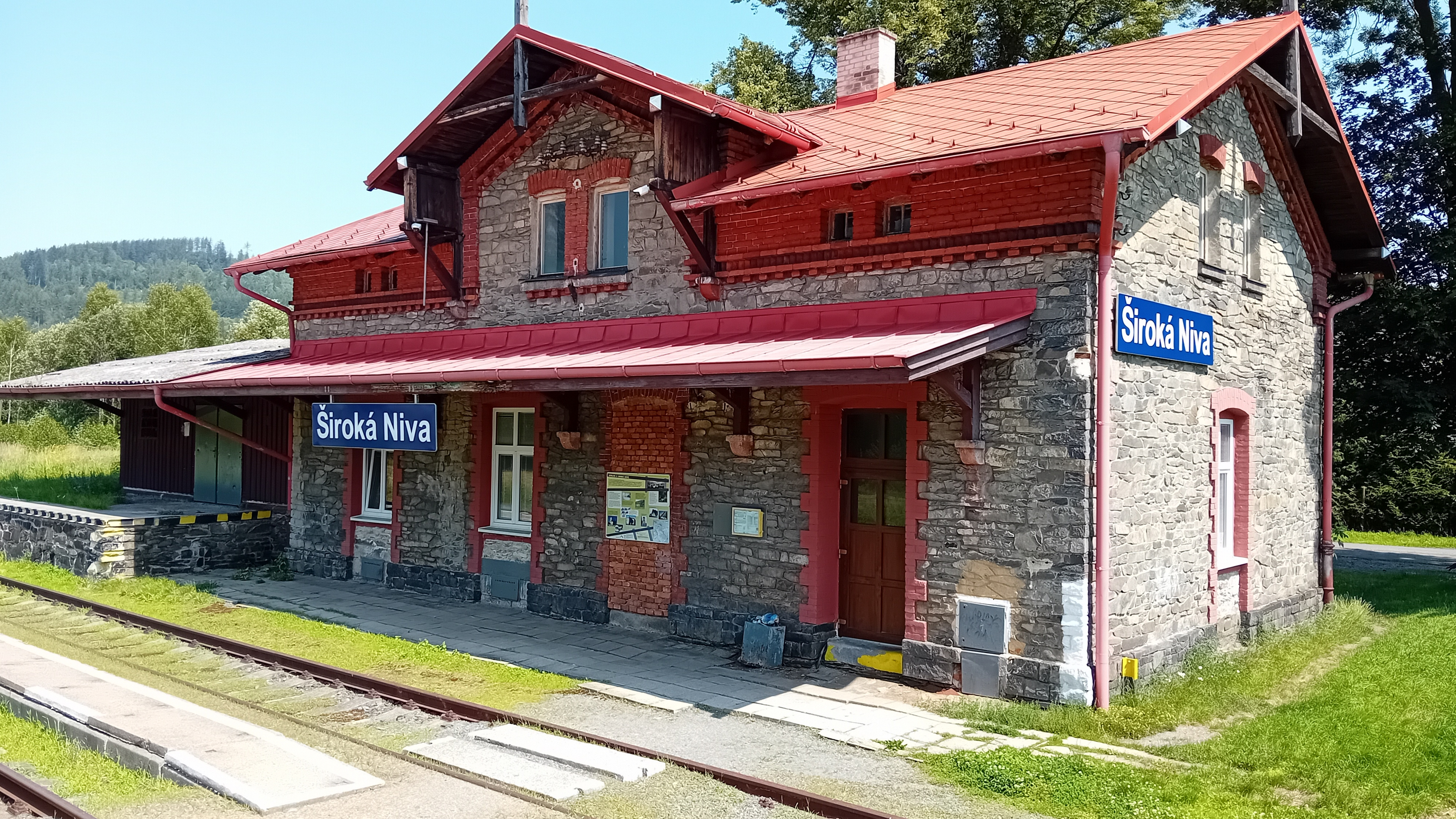
Široká Niva
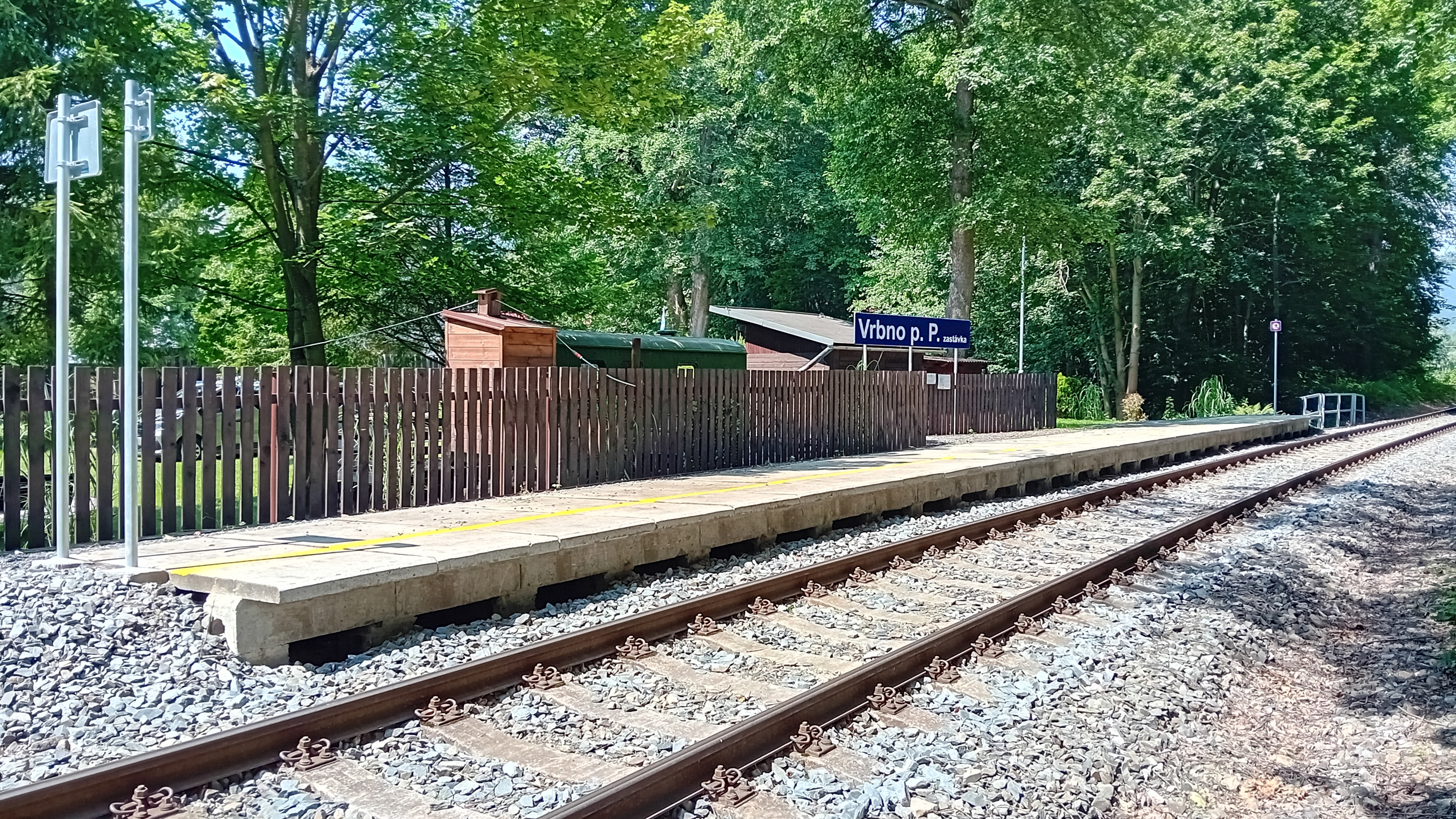
Vrbno pod Pradědem zastávka
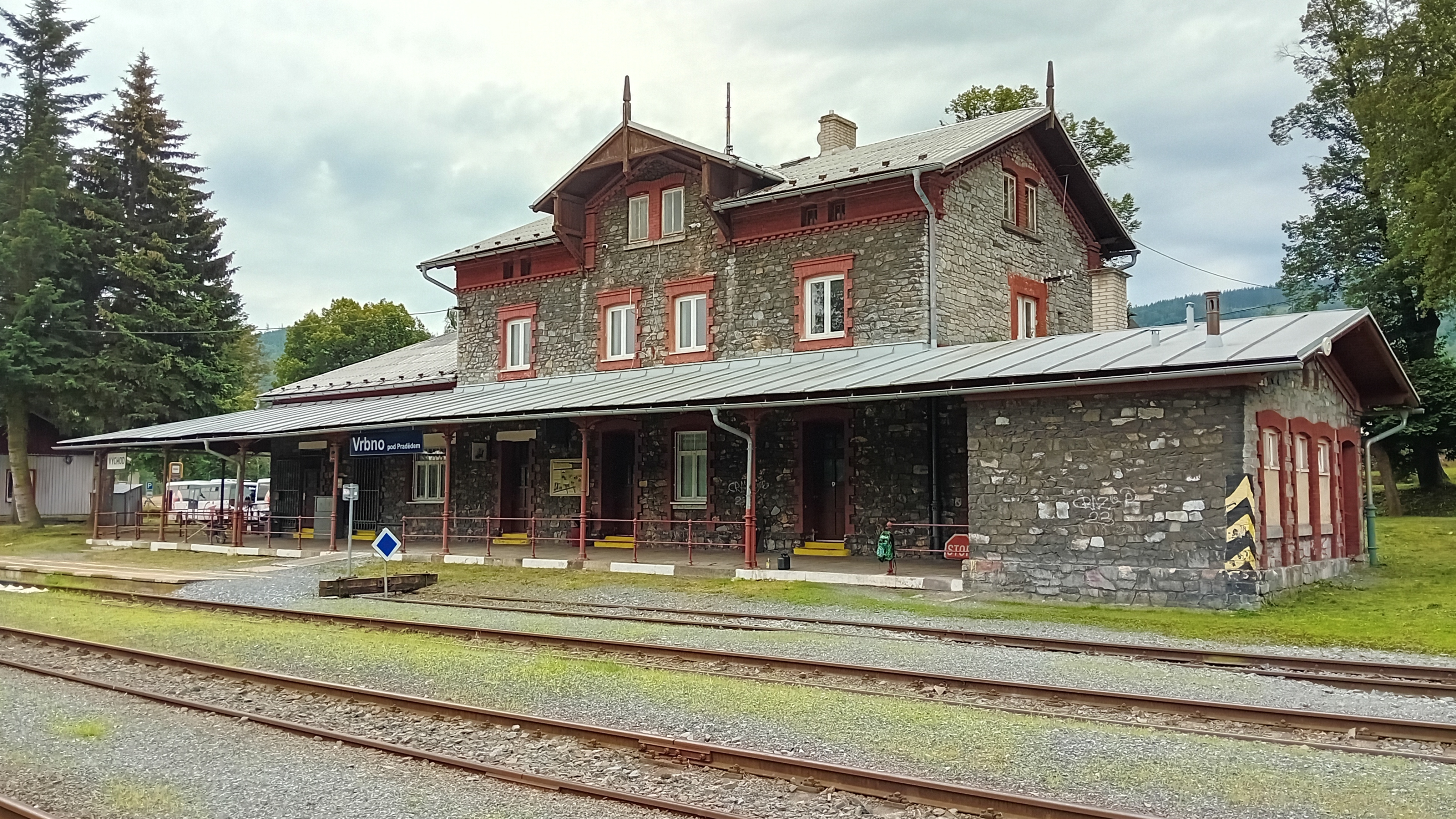
Vrbno pod Pradědem